# Hingham, Massachusetts
Hingham är en kommun (town) i Plymouth County i Massachusetts. Vid 2010 års folkräkning hade Hingham 22 157 invånare.

## Kända personer från Hingham
- Tony Amonte, ishockeyspelare
- Brian Boyle, ishockeyspelare
- William Orcutt Cushing, pastor
- Harold Hackett, tennisspelare
- James Hall, paleontolog
- Levi Lincoln, politiker